# Nomatsiguenga
Nomatsiguenga és una llengua arawak del Perú, del subgrup de les llengües campa. És prou propera del matsiguenga per considerar-les de vegades dialectes una sola llengua, sobretot tenint en compte que totes dues són parlats pels matsigenka. La majoria dels parlants són monolingües.

## Fonologia
Segons Lawrence, Nomatsiguenga té els següents fonemes consonàntics i vocàlics.
|           | Bilabial | Dental | Alveopalatal | Velar     | Glotal | Sense especificar |
| --------- | -------- | ------ | ------------ | --------- | ------ | ----------------- |
| Nasal     | m        | n      |              | ŋ (ng, n) |        | N (n, m)          |
| Oclusiva  | p b      | t      |              | k g       |        |                   |
| Fricativa |          | s      | ʃ (sh)       |           | h      |                   |
| Africada  |          | ts     | tʃ (ch)      |           |        |                   |
| Líquida   |          |        | ɾ (r)        |           |        |                   |
| Semivocal |          |        | j (y)        |           |        |                   |

|         | Frontal    | Central    | Posterior  |
| ------- | ---------- | ---------- | ---------- |
| Tancada | i, iː (ii) | ɨi (ë)     |            |
| Mitjana | e, eː (ee) |            | o, oː (oo) |
| Oberta  |            | a, aː (aa) |            |

## Gramàtica
EL nomatsiguenga és un dels pocs idiomes del món que té dos mecanismes causals diferents per indicar si la causa ha estat implicada en l'activitat amb el causant o no. El prefix  ogi- s'utilitza per expressar la idea que la causa no estava implicada en l'activitat, mentre que el sufix  -hag  s'utilitza quan la causa està implicada.
| y-ogi-monti-ë-ri                                      | i-tomi    |
| 3sg+M-CAUS1-cross.river-NON.FUT-3sg+M                 | 3sg+M-son |
| "Va fer travessar el riu al seu fill (li ho va dir)". |           |
| y-monti-a-hag-ë-ri                                                   | i-tomi    |
| 3sg+M-cross.river-EPENTÈTIC-CAUS₂-NON.FUT-3sg+M                      | 3sg+M-son |
| "Va fer travessar el riu al seu fill (el va ajudar a travessar-lo)". |           |